# معضدية مدملجة
المِعضَدية المُدَملَجة (بالإنجليزية: Armillifer armillatus)‏ هي إحدى أنواع المِعضديات، ومن المُمكن أن تُسبب داء السرسميات في البَشر.